# Gai Calpurni Pisó (cònsol 180 aC)
Gai Calpurni Pisó (llatí: Gaius Calpurnius C. f. C. n. Piso) va ser un magistrat romà. Formava part de la gens Calpúrnia, una família romana d'origen plebeu.
Era fill de Gai Calpurni Pisó, que va ser pretor l'any 211 aC. Ell mateix va ser pretor l'any 186 aC i va rebre la Hispània Ulterior com a província. Va exercir com a propretor l'any següent, el 185 aC derrotant els lusitans i celtibers, i el 184 aC va retornar a Roma on va celebrar un triomf.
L'any 181 aC va ser un dels triumvirs encarregat de fundar la colònia de Graviscae a Etrúria, i el 180 aC va ser elegit cònsol amb Aulus Postumi Albí. Va morir en l'exercici del càrrec segurament a causa de la pesta encara que el poble va sospitar que havia estat enverinat per la seva dona Hostília Quarta, ja que el fill d'aquesta d'un anterior matrimoni, Quint Fulvi Flac, va succeir a Pisó com a cònsol sufecte.